# Manhattan (Kansas)
Manhattan ist der Verwaltungssitz des Riley County im Nordosten des US-amerikanischen Bundesstaates Kansas. Die Stadt liegt am Kansas River und hatte bei der Volkszählung 2020 des US Census Bureau 54.100 Einwohner.
In Anspielung auf den Spitznamen Big Apple für New York City wird die Stadt auch Little Apple genannt. In der Stadt befindet sich die Kansas State University. 13 km westlich der Stadt liegt der Armeestützpunkt Fort Riley.
Im Jahr 2007 stuften CNN und das Money-Magazin Manhattan als einen der zehn landesweit besten Orte für vermögende Berufsaussteiger ein.

## Geographie

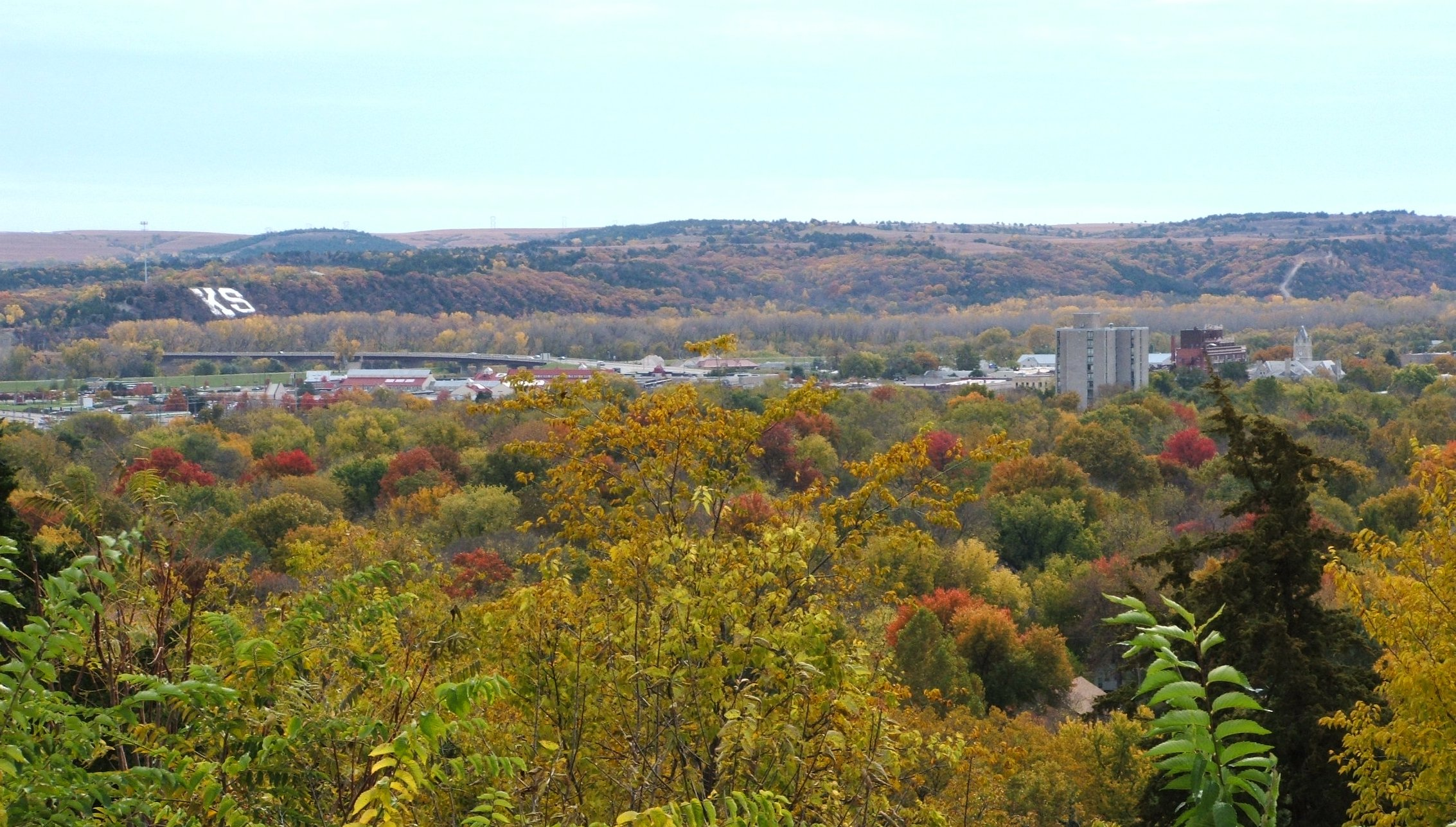
Manhattan inmitten des für Kansas typischen Hügellandes

Manhattan liegt auf 39°11'30" nördlicher Breite und 96°35'30" westlicher Länge. Die Stadt erstreckt sich über eine Fläche von 38,9 km², die ausschließlich aus Landfläche bestehen.
Manhattan liegt am Nordwestufer des Kansas River, in den östlich der Stadt der Big Blue River einmündet. Dieser ist nördlich der Stadt zum Tuttle Creek Lake aufgestaut.
In Manhattan trifft der U.S. Highway 24 auf eine Reihe von untergeordneten Straßen. 15 km südlich der Stadt verläuft die Interstate 70, die Denver mit Kansas City verbindet.
Über den Highway 24 sind es in östlicher Richtung nach Topeka, die Hauptstadt von Kansas, 90 km. Auf derselben Straße weiter sind es bis Kansas City 191 km. In westlicher Richtung sind es 793 km bis Denver. Wichita, die größte Stadt von Kansas, liegt 211 km südwärts; nach Omaha, der größten Stadt des benachbarten Bundesstaates Nebraska, sind es 307 km nach Norden.

## Geschichte
Im Jahr 1854 gab der Kansas-Nebraska Act die Umgebung der heutigen Stadt zur Besiedlung frei. Im Herbst desselben Jahres gründete George S. Park die erste euro-amerikanische Siedlung auf dem Gebiet der heutigen Stadt und nannte sie Polistra.
Etwas später wurde die Nachbarsiedlung Canton gegründet.
Im März 1855 kamen Free-Stater (Gegner der Sklaverei) aus Neuengland unter Federführung der New England Emigrant Aid Company in das Kansas-Territorium und siedelten sich in der Nähe der beiden bestehenden Siedlungen an. Schon bald danach schlossen sich die drei Siedlungen zusammen und beschlossen, die Stadt Boston zu nennen.

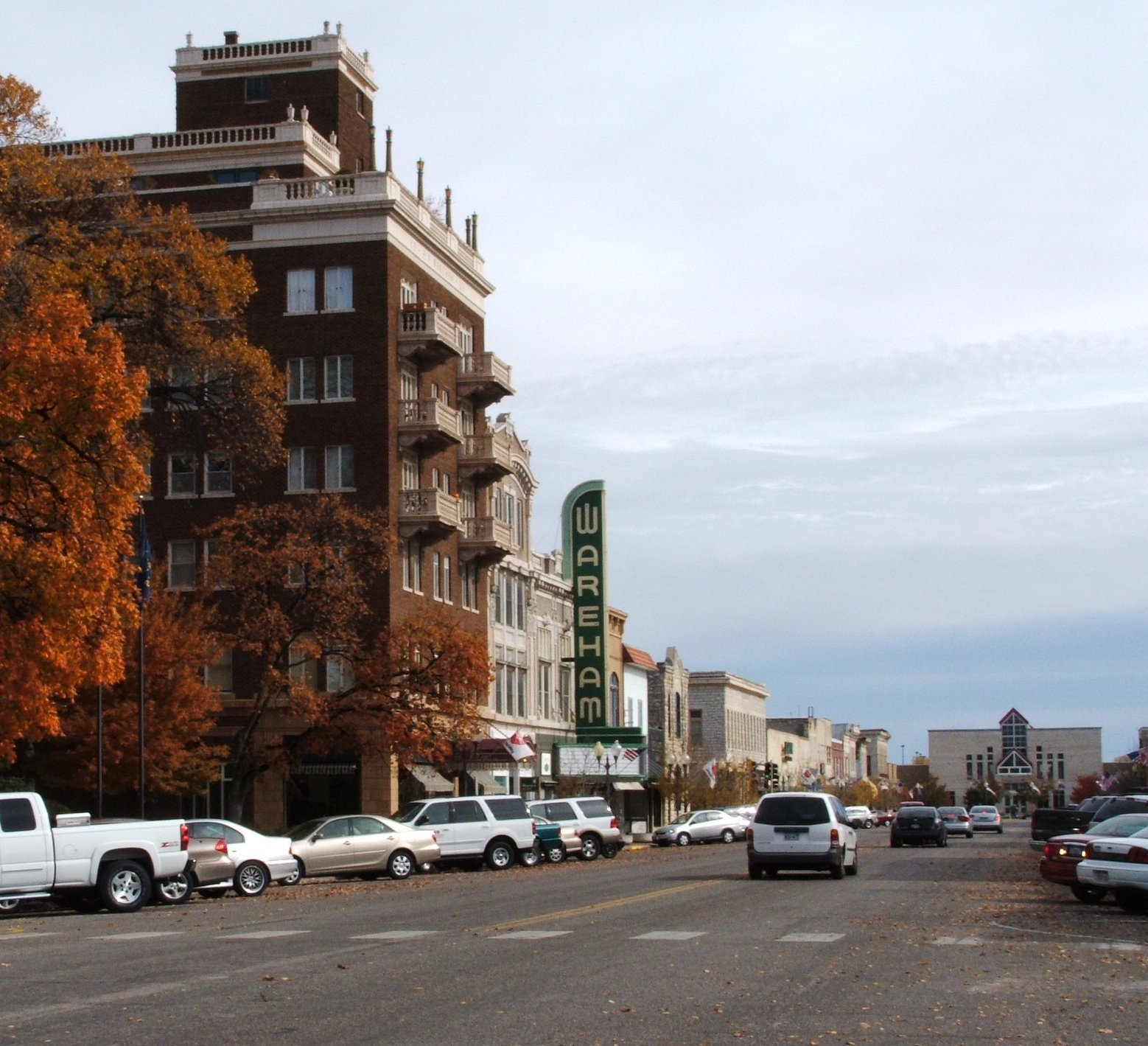
In der Innenstadt von Manhattan

Im Juni 1855 strandete ein Dampfschiff mit 75 Siedlern aus Ohio, die sich eigentlich weiter oberhalb ansiedeln wollten. Sie beschlossen, sich nun hier anzusiedeln, drangen aber darauf, die neue Stadt Manhattan zu nennen. Im Jahr 1857 wurde die Siedlung zur Stadt erhoben.
Die frühen Siedler gerieten zwar gelegentlich mit den ansässigen Indianern in Konflikt, weit schwerwiegender waren jedoch die Bleeding Kansas genannten Konflikte zwischen Gegnern und Befürwortern der Sklaverei. Aber der Armeeposten im nahen Fort Riley schützte die Stadt weitestgehend.
Eine frühe Blüte wurde erreicht, als 1859 in den Rocky Mountains Gold gefunden wurde. Scharen von Goldsuchern kamen auf ihrem Weg nach Colorado durch Manhattan. Da Manhattan die letzte Stadt vor dem Marsch zu den Rocky Mountains war, konnten die Händler der Stadt vom Bedarf der Goldschürfer profitieren.
Gleichzeitig entwickelte sich Manhattan zu einem Bildungszentrum. So entstand 1858 eine örtliche Filiale des methodistischen Bluemont Central College. 1861, als Kansas als Bundesstaat in die Union Aufnahme fand, wurde eine Universität in Manhattan gegründet. Im Jahr 1863 wurde das Kansas State Agricultural College eingerichtet, das heute Bestandteil der Kansas State University ist.
1866 führte die Strecke der Kansas Pacific Railroad durch Manhattan. Manhattan hat seit seiner Gründung einen kontinuierlichen Bevölkerungszuwachs zu verzeichnen.
| Einwohnerentwicklung |           |             |
| Jahr                 | Einwohner | Veränderung |
| 1870                 | 1.173     |             |
| 1880                 | 2.105     | +79,5 %     |
| 1890                 | 3.004     | +42,7 %     |
| 1900                 | 3.438     | +14,4 %     |
| 1910                 | 5.722     | +66,4 %     |
| 1920                 | 7.989     | +39,6 %     |
| 1930                 | 10.136    | +26,9 %     |
| 1940                 | 11.659    | +15,0 %     |
| 1950                 | 19.056    | +63,4 %     |
| 1960                 | 22.993    | +20,7 %     |
| 1970                 | 27.575    | +19,9 %     |
| 1980                 | 32.644    | +18,4 %     |
| 1990                 | 37.712    | +15,5 %     |
| 2000                 | 44.831    | +18,9 %     |
| 2010                 | 52.281    | +16,6 %     |
| 2020                 | 54.100    | +3,5 %      |

## Demografische Daten
Im Jahr 2007 hatte Manhattan gemäß einer Schätzung 51.707 Einwohner.
Bei letzten Volkszählung im Jahr 2000 wurde eine Einwohnerzahl von 44.831 ermittelt. Diese verteilten sich auf 16.949 Haushalte in 8.254 Familien. Die Bevölkerungsdichte lag bei 1152,4/km². Es gab 17.690 Gebäude, was einer Bebauungsdichte von 454,7/km² entspricht.
Die Bevölkerung bestand im Jahr 2000 aus 87,28 % Weißen, 4,86 % Afroamerikanern, 0,48 % Indianern, 3,93 % Asiaten und 1,37 % anderen. 1,17 % gaben an, von mindestens zwei dieser Gruppen abzustammen. 3,49 % der Bevölkerung bestand aus Hispanics, die verschiedenen der genannten Gruppen angehörten.
15,8 % waren unter 18 Jahren, 39,2 % zwischen 18 und 24, 24,0 % von 25 bis 44, 13,2 % von 45 bis 64 und 7,8 % 65 und älter. Das durchschnittliche Alter lag bei 24 Jahren. Auf 100 Frauen kamen statistisch 106,4 Männer, bei den über 18-Jährigen 105,4.
Das durchschnittliche Einkommen pro Haushalt betrug 30.463 $, das durchschnittliche Familieneinkommen 48.289 $. Das Einkommen der Männer lag durchschnittlich bei 31.396 $, das der Frauen bei 24.611 $. Das Pro-Kopf-Einkommen belief sich auf 16.566 $. Rund 8,7 % der Familien und 24,2 % der Gesamtbevölkerung lagen mit ihrem Einkommen unter der Armutsgrenze, wobei 10,1 % davon unter 18 und 7,8 % über 65 Jahren alt waren.
Diese Zahlen sagen aber wenig über die tatsächlichen Einkommensverhältnisse in der Stadt aus. Durch den hohen Anteil von Studenten an der Gesamtbevölkerung wird die Statistik verfälscht.

## Sehenswürdigkeiten
Das Marianna Kistler Beach Museum of Art und die Kansas State University Gardens befinden sich auf dem Gelände der Kansas State University. Unweit der Universität befindet sich mit Aggieville ein überwiegend an studentischem Publikum ausgerichtetes Einkaufszentrum mit Bars, Cafés und Restaurants.
Mit dem Sunset Zoo beherbergt Manhattan einen Zoo, der Mitglied in der Association of Zoos and Aquariums ist.
Pawnee, die heute unbewohnte erste Hauptstadt des Kansas Territoriums, liegt unweit von Manhattan auf dem Gelände der Militärbasis Fort Riley.
Fort Riley ist das Hauptquartier der Big Red One genannten 1. US-Infanteriedivision.

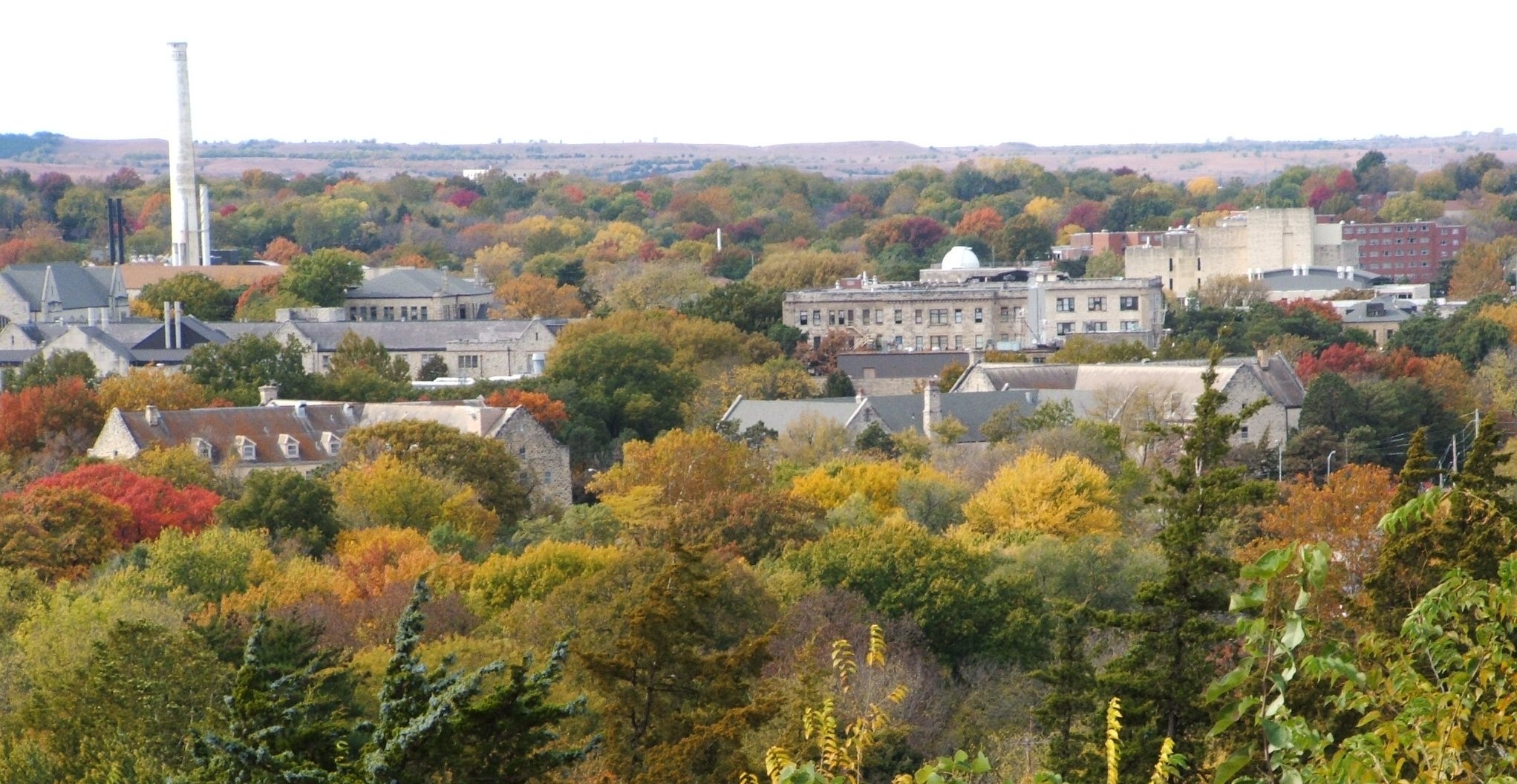
Campus der Kansas State University

## Bildungswesen
Die Kansas State University 23.520 Studenten ist der größte Arbeitgeber in Manhattan.
Manhattan ist darüber hinaus auch Sitz des Manhattan Christian College, des Manhattan Area Technical College, des American Institute of Baking und des Kansas Building Science Institute.

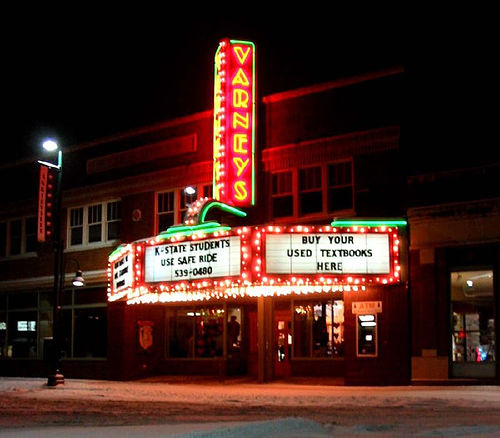
Aggieville

## Kultur und Sport
Die große Anzahl von Studenten in Manhattan bestimmt das kulturelle Leben der Stadt, das sich im Wesentlichen auf folgende Schwerpunkte konzentriert:
- Aggieville ist das Zentrum des Nachtlebens.
- Downtown Manhattan, das alte Stadtzentrum, bietet neben Einkaufsmöglichkeiten auch Raum für Galerien und Restaurants. Ende der 1980er Jahre wurde das im Herzen der Altstadt gelegene Manhattan Town Center Mall eröffnet.
- Das Bill Snyder Family Football Stadium, das Bramlage Coliseum und andere Sportanlagen sind ein Anziehungspunkt für Sportanhänger aus der gesamten Region. Auch für Konzerte werden diese Einrichtungen genutzt.

## Verkehr
Manhattan hat Anbindung an eine Reihe verschiedener Verkehrsträger:

### Luftverkehr
Der Manhattan Regional Airport liegt rund 11 km südwestlich der Stadt. American Eagle bietet zweimal täglich Verbindungen nach Dallas an. Great Lakes Airlines fliegt Kansas City und Denver an.
Die nächstgelegenen größeren Flughäfen befindet sich in Kansas City und Wichita.

### Eisenbahn
Die Union Pacific Railroad unterhält eine Strecke durch die Stadt, die von rund 16 Zügen pro Tag benutzt wird. Der Personenverkehr von und nach Manhattan wurde 1971 eingestellt.

### Öffentlicher Straßenverkehr
Manhattan wird vom Paratransit-System von ATA Bus des Riley County bedient. Busse verkehren nicht nach einem starren Fahrplan, sondern orientieren sich stärker am aktuellen Bedarf. Momentan wird an der weiteren Optimierung des Nahverkehrskonzepts gearbeitet. Dafür steht eine Flotte von kleineren Bussen und Minivans zur Verfügung.
Der überregionale Busverkehr wird von den Greyhound Lines übernommen.

### Fernstraßen
Durch Manhattan und seine Umgebung führen mehrere Fernstraßen:
- Interstate 70 – verläuft rund 15 km südlich von Manhattan, drei Abfahrten haben direkte Verbindung nach Manhattan:
  - Abfahrt 303 – Kansas Highway 18
  - Abfahrt 307 – McDowell Creek Road
  - Abfahrt 313 – Kansas Highway 177
- U.S. Highway 24 – führt aus nordwestlicher Richtung kommend durch Manhattan und verlässt die Stadt nach Osten
- Kansas Highway 18 – quert die Stadt in west-östlicher Richtung, über den Kansas Highway 18 ist der Regionalflughafen an Manhattan angebunden
- Kansas Highway 113 – bildet die westliche Tangente und stellt die Verbindung vom Kansas Highway 18 zum U.S. Highway 24 her
- Kansas Highway 177 – kommt aus südlicher Richtung in die Stadt und findet im Zentrum seinen nördlichen Endpunkt

## Söhne und Töchter der Stadt
- Bob Anderson (* 1947), Läufer, Journalist und Verleger, Begründer von Runner’s World
- John Byers Anderson (1817–1897), Armeeoffizier im Amerikanischen Bürgerkrieg
- Charles Bachman (1924–2017), Informatiker und Turingpreisträger
- Elizabeth Williams Champney (1850–1922), Schriftstellerin
- Louis Chaudet (1884–1965), Filmregisseur, Autor
- James Chelikowsky (* 1948), Physiker
- Del Close (1934–1999), Schauspieler
- Bobby Douglass (* 1947), früherer National-Football-League-Spieler
- Brian Doyle-Murray (* 1945), Schauspieler
- David Fairchild (1869–1954), Botaniker
- Philip Fox (1878–1944), Astronom
- Brian Giles (* 1960), früherer Major-League-Baseball-Spieler
- Jonathan Holden (* 1941), Dichter, erster Poet Laureate von Kansas
- Trevor Hudgins (* 1999), Basketballspieler
- Karen Lee Killough (* 1942), Autorin
- Solon T. Kimball (1909–1982), Anthropologe und Hochschullehrer
- Albert E. Mead (1861–1913), fünfter Gouverneur des Staates Washington
- Benjamin Franklin Mudge (1817–1879), Geologe
- Jordy Nelson (* 1985), Footballspieler
- Mitsugi Ohno (1926–1999), Glasbläser
- Cassandra Peterson (* 1951), Schauspielerin, Model
- Merrill D. Peterson (1921–2009), Historiker
- Deb Richard (* 1963), Golf-Profi
- Damon Runyon (1880–1946), Schriftsteller
- Victor Blanchard Scheffer (1906–2011), Meeresbiologe
- Fred Andrew Seaton (1909–1974), früherer Senator von Nebraska, früherer Innenminister der Vereinigten Staaten
- Bill Snyder (* 1939), NCAA-Football-Trainer der Kansas State University
- Gary Spani (* 1956), National-Football-League-Spieler, fand Aufnahme in die Hall of Fame
- Alice Stebbins Wells (1873–1957), Polizistin
- Walter John Stoessel (1920–1986), Diplomat, Botschafter und Außenminister der Vereinigten Staaten
- Samuel Wendell Williston (1852–1918), Wissenschaftler
- Robert A. Woodruff (* 1943), Physiker, Entwickler von Instrumenten in der Weltraumforschung
- Earl Woods (1932–2006), Vater von Tiger Woods

## Partnerstädte
Dobřichovice, Tschechien, seit 2004